# Alyxia
Genre
Classification phylogénétique
Alyxia est un genre de plante à fleurs de la famille des Apocynaceae.

## Liste d'espèces
Selon World Checklist of Selected Plant Families (WCSP) (26 avr. 2010) :
- Alyxia acuminata  K.Schum. (1889)
- Alyxia angustifolia  Ridl. (1915)
- Alyxia angustissima  Merr. & Quisumb. (1954)
- Alyxia annamensis  Pit. (1933)
- Alyxia arfakensis  Kaneh. & Hatus. (1941)
- Alyxia baillonii  Guillaumin (1941)
- Alyxia balansae  Pit. (1933)
- Alyxia bracteolosa  Rich. ex A.Gray (1862)
- Alyxia buxifolia  R.Br. (1810)
- Alyxia cacuminum  Markgr. (1925)
- Alyxia caletioides  (Baill.) Guillaumin (1941)
- Alyxia celebica  D.J.Middleton (2000)
- Alyxia clusiophylla  (Baill.) Guillaumin (1934)
- Alyxia composita  Warb. (1891)
- Alyxia concatenata  (Blanco) Merr. (1918)
- Alyxia cylindrocarpa  Guillaumin (1941)
- Alyxia defoliata  Markgr. (1925)
- Alyxia efatensis  Guillaumin (1932)
- Alyxia erythrosperma  Gillespie (1930)
- Alyxia evansii  D.J.Middleton (2002)
- Alyxia fascicularis  (Wall. ex G.Don) Hook.f. (1882)
- Alyxia floribunda  Markgr. (1927)
- Alyxia ganophylla  Markgr. (1926)
- Alyxia glaucophylla  Van Heurck & Müll.Arg. (1870)
- Alyxia globosa  D.J.Middleton (2000)
- Alyxia graciliflora  D.J.Middleton (2000)
- Alyxia gracilis  (Wall. ex A.DC.) Hook.f. (1882)
- Alyxia grandis  P.I.Forst. (1992)
- Alyxia gynopogon  Roem. & Schult. (1819)
- Alyxia hainanensis  Merr. & Chun (1935)
- Alyxia halmaheirae  Miq. (1869)
- Alyxia hurlimannii  Guillaumin, Mém. Mus. Natl. Hist. Nat., B (1957)
- Alyxia ilicifolia  F.Muell. (1864)
- Alyxia kaalaensis  Boiteau, Adansonia, n.s. (1979)
- Alyxia kabaenae  Markgr. (1977)
- Alyxia kendarica  Markgr. (1977)
- Alyxia kwalotabaa  D.J.Middleton (2000)
- Alyxia lackii  D.J.Middleton (2000)
- Alyxia lamii  Markgr. (1925)
- Alyxia laurina  Gaudich. (1829)
- Alyxia leucogyne  Van Heurck & Müll.Arg. (1870)
- Alyxia linearis  Markgr. (1977)
- Alyxia loeseneriana  Schltr. (1906)
- Alyxia longiloba  D.J.Middleton (2000)
- Alyxia luzoniensis  Merr., Philipp. J. Sci. (1909)
- Alyxia magnifolia  F.M.Bailey (1910)
- Alyxia manusiana  D.J.Middleton (2000)
- Alyxia margaretae  Boiteau, Adansonia, n.s. (1979)
- Alyxia marginata  Pit. (1933)
- Alyxia markgrafii  Tsiang (1934)
- Alyxia menglungensis  Tsiang & P.T.Li (1973)
- Alyxia microphylla  Markgr. (1977)
- Alyxia minutiflora  D.J.Middleton (2000)
- Alyxia monticola  C.B.Rob., Philipp. J. Sci. (1911)
- Alyxia mucronata  D.J.Middleton (2002)
- Alyxia muguma  D.J.Middleton (2000)
- Alyxia mujongensis  Markgr. (1977)
- Alyxia multistriata  Markgr. (1940)
- Alyxia nathoi  Lý (1985)
- Alyxia oblongata  Domin (1928)
- Alyxia obovatifolia  Merr. (1920 publ. 1921)
- Alyxia oleifolia  King & Gamble, J. Asiat. Soc. Bengal, Pt. 2 (1908)
- Alyxia oppositifolia  Boiteau, Adansonia (1979)
- Alyxia orophila  Domin (1928)
- Alyxia oubatchensis  (Schltr.) Guill. ex Boiteau, Adansonia, n.s. (1979)
- Alyxia palawanensis  Markgr. (1977)
- Alyxia papuana  D.J.Middleton (2000)
- Alyxia parvifolia  (Merr.) Merr., Philipp. J. Sci. (1909)
- Alyxia pilosa  Miq. (1856)
- Alyxia podocarpa  Van Heurck & Müll.Arg. (1871)
- Alyxia poyaensis  (Boiteau) D.J.Middleton (2002)
- Alyxia pseudosinensis  Pit. (1933)
- Alyxia pugio  Markgr. (1927)
- Alyxia pullei  Markgr. (1925)
- Alyxia punctata  Kaneh. & Hatus. (1941)
- Alyxia purpureoclada  Kaneh. & Hatus. (1941)
- Alyxia racemosa  Pit. (1933)
- Alyxia reinwardtii  Blume (1823)
- Alyxia ridleyana  Wernham, Trans. Linn. Soc. London (1916)
- Alyxia rostrata  (Markgr.) Markgr. (1977)
- Alyxia royeniana  Markgr. (1977)
- Alyxia rubricaulis  (Baill.) Guillaumin (1941)
- Alyxia ruscifolia  R.Br. (1810)
- Alyxia sarasinii  Guillaumin (1941)
- Alyxia scabrida  Markgr. (1927)
- Alyxia schlechteri  H.Lév. (1911)
- Alyxia semipallescens  F.Muell. (1889)
- Alyxia siamensis  Craib (1911)
- Alyxia sinensis  Champ. ex Benth. (1852)
- Alyxia sleumeri  Markgr. (1977)
- Alyxia sogerensis  Wernham ex S.Moore (1923)
- Alyxia solomonensis  D.J.Middleton (2002)
- Alyxia spicata  R.Br. (1810)
- Alyxia squamulosa  C.Moore & F.Muell. (1872)
- Alyxia stellata  (J.R.Forst. & G.Forst.) Roem. & Schult. (1819)
- Alyxia sulana  Markgr. (1977)
- Alyxia tetanifolia  Cranfield (1995)
- Alyxia tetraquetra  Markgr. (1927)
- Alyxia thailandica  Mabb. (1995)
- Alyxia tisserantii  Montrouz., Mém. Acad. Roy. Sci. Lyon (1860)
- Alyxia torquata  (Baill.) Guillaumin (1912)
- Alyxia tropica  (P.I.Forst.) D.J.Middleton (2002)
- Alyxia uniflora  D.J.Middleton (2000)
- Alyxia veillonii  D.J.Middleton (2002)
- Alyxia vera  D.J.Middleton (2000)